# 伊娜斯·阿鲁维萨
伊娜斯·阿鲁维萨（阿拉伯語：إيناس أرويسة；2001年6月30日—），法国和摩洛哥女子足球运动员，司职守门员，目前效力于圣马洛体育联盟和摩洛哥国家女子足球队。她曾代表摩洛哥参加2023年国际足联女子世界杯。